# Planto
El planto (o llanto), también llamado endecha, es un tipo de elegía funeral medieval en que el poeta lamenta el fallecimiento de un ser querido. Si es de carácter popular y surgido de la lírica tradicional, se denomina endecha; si el autor es de carácter culto, planto. Los poetas bizantinos lo llamaban monodia.
Aunque se registran endechas desde tiempos bíblicos, se hizo más popular en la Edad Media.
El libro de Lamentaciones, atribuido al profeta Jeremías, es, por ejemplo, en sí mismo una endecha.

## Las endechas populares
El pueblo solía entonar canciones funerarias que expresaban el dolor por la muerte de un ser querido, y se cantaban desde muy antiguo: Alfonso X el Sabio ordenó que los clérigos se retirasen de los entierros cuando los acompañantes endechassen. La más antigua conservada en lengua española es la que entonaron las damas canarias en la muerte del caballero Guillén Peraza (1443):
Llorad las damas, / si Dios os vala,
Guillén Peraza / quedó en la Palma,
la flor marchita / de la su cara.
No eres palma, / eres retama,
eres ciprés / de triste rama,
eres desdicha, / desdicha mala.
Tus campos rompan / tristes volcanes,
no vean placeres, / sino pesares,
cubran tus flores / los arenales.
Guillén Peraza, / Guillén Peraza,
¿dó está tu escudo, / do está tu lanza?
Todo lo acaba / la malandanza.

## En la literatura histórica
Uno de los más bellos plantos en latín es el Epitaphion Antoninae, compuesto en Toledo. En la literatura castellana, los primeros ejemplos de elegías funerales o plantos son tanto de carácter épico-juglaresco como clerical. En el ámbito de los cantares de gesta, el Cantar de Roncesvalles (primera mitad del siglo XIII) relata cómo Carlomagno contempla los cadáveres de sus caballeros tras la derrota de Roncesvalles: el arzobispo Turpín, la cabeza de Oliveros y el cuerpo de Roldán, a los que dirige sendos plantos.
¡Ay Jherusalem! —lamento por la pérdida de esta ciudad en 1244— y el Planto que fizo la Virgen el día de la Pasión de su fijo, de Gonzalo de Berceo, son testimonios que tienen que ver con la poesía clerical. Juan Ruiz, arcipreste de Hita, incluyó un planto por la muerte de Trotaconventos en su Libro de Buen Amor (siglo XIV). Las Coplas a la muerte de su padre de Jorge Manrique (c. 1478) y el planto de Pleberio por la muerte de su hija Melibea con que concluye La Celestina (1499) suponen la máxima expresión del género, ya al fin de la Edad Media.
En la literatura catalana, las primeras manifestaciones de plantos, llamados planys, las encontramos en los trovadores, en la lengua d'Oc, el Occitano, que utilizaron en su versión koiné más arcaica para realizar sus composiciones.

## En elsigloXX
Algunos poetas españoles del siglo XX trataron de revitalizar el género, en especial el grupo generacional de 1927, siguiendo su directriz de unir tradición y vanguardia. Así, por ejemplo, el Llanto por Ignacio Sánchez Mejías, de Federico García Lorca, o la Elegía a Ramón Sijé (en tercetos encadenados) de Miguel Hernández:
Yo quiero ser llorando el hortelano
de la tierra que ocupas y estercolas,
compañero del alma, tan temprano.
Alimentando lluvias, caracolas
Y órganos mi dolor sin instrumento,
a las desalentadas amapolas.
daré tu corazón por alimento.
Tanto dolor se agrupa en mi costado,
que por doler me duele hasta el aliento.
Un manotazo duro, un golpe helado,
un hachazo invisible y homicida,
un empujón brutal te ha derribado.
No hay extensión más grande que mi herida,
lloro mi desventura y sus conjuntos
y siento más tu muerte que mi vida.
Ando sobre rastrojos de difuntos,
y sin calor de nadie y sin consuelo
voy de mi corazón a mis asuntos.
Temprano levantó la muerte el vuelo,
temprano madrugó la madrugada,
temprano estás rodando por el suelo.
No perdono a la muerte enamorada,
no perdono a la vida desatenta,
no perdono a la tierra ni a la nada.
En mis manos levanto una tormenta
de piedras, rayos y hachas estridentes
sedienta de catástrofe y hambrienta.
Quiero escarbar la tierra con los dientes,
quiero apartar la tierra parte a parte
a dentelladas secas y calientes.
Quiero minar la tierra hasta encontrarte
y besarte la noble calavera
y desamordazarte y regresarte.
Volverás a mi huerto y a mi higuera:
por los altos andamios de mis flores
pajareará tu alma colmenera.
(Miguel Hernández, siglo XX)

## En la música
Francisco Tárrega, compositor español especializado en la guitarra, incluyó, entre sus obras, una Endecha.